# Måløy
 è una città norvegese di 3 242 abitanti, situato nel comune di Kinn nella contea di Vestland. La cittadina è un importante centro per l'industria ittica regionale.
Måløy si sviluppa interamente sull'isola di Vågsøy, che dava il nome all'ex comune, ed è connessa alla terraferma con un grande ponte, il Måløybrua.
Måløy fu fondata originariamente come centro commerciale della piccola isola di Måløy, tra Vågsøy e la terraferma. Con la crescita dovuta al commercio, il piccolo comune si ingrandì e fu trasferito nella più grande isola di Vågsøy, lasciando però il nome di isola di Måløy alla piccola isoletta originaria. Questo causò una certa confusione, anche se ora la piccola isola è conosciuta come Lisje - Måløyna (piccola Måløy).
Durante la Seconda guerra mondiale il territorio dell'isola fu utilizzato come fortezza costiera da parte dei tedeschi (scelta che causò la demolizione dell'insediamento urbano preesistente); nel dicembre 1941, vi ebbe luogo un celebre raid della Kompani Linge e commando britannici (Operazione Archery).
Il porto di Måløy è uno dei porti dove fa scalo l'Hurtigruten (il battello postale norvegese), e nel 2008 è stato uno dei porti principali della Tall Ships' Race

## Amministrazione

### Gemellaggi
- Lerwick nelle Isole Shetland ( Scozia)